# Pablo García Manzano
Pablo García Manzano   (Toledo, 15 de maig de 1932 - Madrid, 20 d'abril de 2024) va ser un jutge espanyol. Va ser jutge des de 1956. Va ser nomenat magistrat del Tribunal Constitucional d'Espanya el setembre de 1996, a proposta del Consell General del Poder Judicial.